# Río Gomti

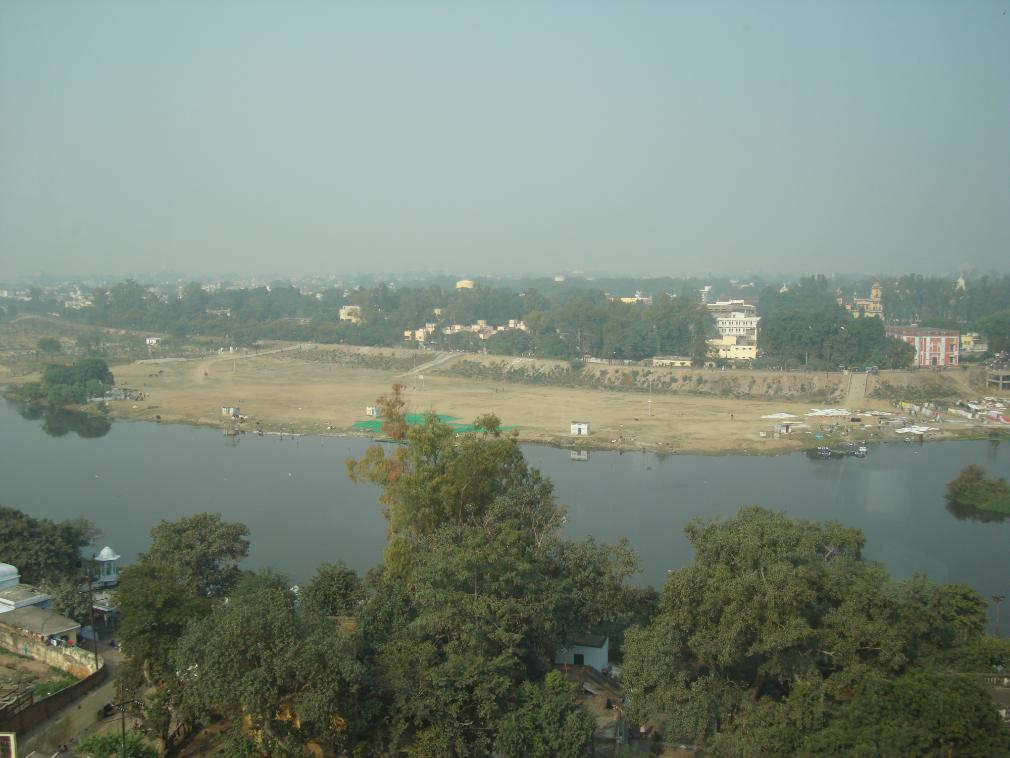
Río Gomti a su paso por Lucknow

El río Gomti, o Gumti o Gomati (en hindi: गोमती, Gomti) es un largo río de la India, un afluente del río Ganges. Discurre siempre a través del estado de Uttar Pradesh y encuentra al río Ganges, cerca de Saidpur, en Kaithi, en Ghazipur. Tiene una longitud de 940 km (el 9.º río por longitud de la India) y drena una cuenca de 30 437 km², similar a países como Bélgica, Lesoto o Armenia.
Según la mitología hindú el río es la hija del sabio Vashist, y el baño en sus aguas en Ekadashi (el undécimo día de la Sanatana Dharma - calendario hindú) puede lavar los pecados[cita requerida]. De acuerdo con el importante trabajo religioso Srimad Bhagavatam, el Gomati es uno de los muchos ríos trascendentales en la India.

## Geografía
El río Gomti nace en Gomat Taal, que formalmente se conoce como Fulhaar jheel, cerca de Madho Tanda, a unos 3 km al este de la ciudad de Pilibhit. Después de 20 km de su origen, se le une un río muy pequeño, el Gaihaaee. El río es un curso estrecho hasta que alcanza Mohanmadi (a unos 100 km de la fuente), cuando se le une un afluente importante,  el río Sarayu. A partir de aquí el río está bien definido. Otro afluente importante es el río Sai, que se une cerca de la ciudad de Jaunpur. El Gomati entrega sus aguas en el Ganges en Ghazipur.
Después de 240 km el Gomti entra en Lucknow, la capital de Uttar Pradesh, en la que serpentea en un largo tramo de unos 12 km. A la entrada, una toma eleva agua desde el río para el abastecimiento de la ciudad. Veinticinco ciudades del área de Lucknow desaguan sus aguas residuales sin tratar en el Gomti. Al final, aguas abajo, la presa de Gomti embalsa el río convirtiéndolo en un lago.
Las ciudades de Lucknow (2 750 447 hab. en 2009), Lakhimpur (120 566 hab. en 2001), Sultanpur (100 085 hab.  en 2001) y Jaunpur (168 851 hab. en 2001) se encuentran en las orillas del Gomti y son las más destacados de las 15 ciudades ubicadas en su área de influencia. El río corta la ciudad de Jaunpur en dos partes iguales y se convierte en un ancho río a partir de esta ciudad.
Los principales afluentes del río Gomti son los ríos Gachai, Sai, Jomkai, Barna, Chuha y Sarayu. 
El río discurre por los distritos de Sahajahanpur,  Kheri, Lucknow, Barabanki, Sultanpur, Faizabad, Jaunpur, Benarés y Ghazipur.

## Inundaciones
Las inundaciones regulares durante la temporada monzónica provocan muchos problemas adicionales cuando finaliza la estación, especialmente debido a la desecación de baches y pozos, que son foco de enfermedades como la malaria y el dengue. 

## Polución y degradación
Las principales fuentes de contaminación en el Gomti son:
- los residuos industriales y efluentes de las fábricas de azúcar y destilerías.
- las aguas residuales domésticas de áreas residenciales.

El río recoge grandes cantidades de contaminantes industriales y domésticos a medida que fluye a través de las zonas altamente pobladas de Uttar Pradesh (18 millones aproximadamente). Los altos niveles de contaminación en el río tienen efectos negativos sobre el ecosistema del Gomti, amenazando su vida acuática. El 25 de julio de 2008 fue colocada la primera piedra para la construcción de una planta de tratamiento de aguas residuales, que tendrá una capacidad de 345 millones de litros de efluentes por día.